# 克魯克縣 (俄勒岡州)
克魯克縣（英語：Crook County）是位於美国俄勒冈州中部的一個縣，面積7,737平方公里。根據2020年美國人口普查，共有人口24,738人。縣治普賴恩維爾（Prineville）。該縣成立於1882年10月24日，縣名紀念南北战争和印第安戰爭時期將領、來自俄亥俄州的喬治·克魯克。